# Nobiltà dell'Impero francese

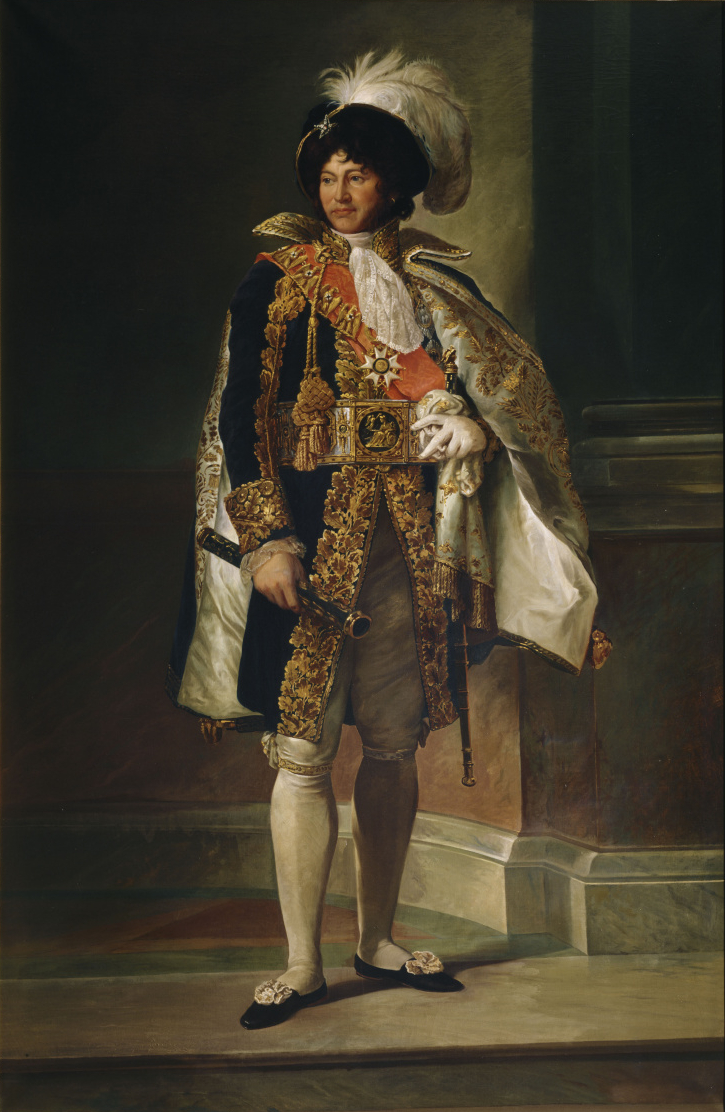
Gioacchino Murat con il tipico costume di corte da Principe del Primo Impero francese

La nobiltà dell'Impero francese è l'insieme di persone che hanno ricevuto un titolo nobiliare durante il Primo impero francese e che hanno ricevuto il diritto di trasmetterlo ai loro discendenti per primogenitura maschile. Napoleone, attraverso questa istituzione, volle creare un'élite stabile, derivata dalla Rivoluzione francese, ispirandosi direttamente alla nobiltà dell'Ancien Régime, accompagnata dal maggiorasco.

## Creazione
La nobiltà dell'Impero nacque nel 1804 con le prime creazioni del titolo di principe all'interno della famiglia imperiale. Nel 1806 vennero creati i primi duchi e nel 1808 i primi conti, baroni e cavalieri.
Napoleone instaurò un sistema di distinzione per i titoli ispirato alla nobiltà antica con decreto del 1º marzo 1808. Il suo obiettivo, contestualmente alla creazione di senatorerie e alla nomina di membri della Legion d'onore, era quello di amalgamare la nobiltà dell'Ancien Régime con la nuova borghesia rivoluzionaria emergente così da poter instaurare un'élite stabile e fedele al regime imperiale. Questa decisione venne accompagnata dalla creazione di un Consiglio del sigillo dei titoli, incaricato di creare appositi stemmi, riservati a questa nouvelle noblesse.
Ovviamente il titolo in questo caso variava in funzione al ruolo ricoperto ed all'importanza dell'onore ottenuto. La trasmissione del titolo poteva essere legittima, naturale o adottiva, sempre per primogenitura maschile.

Al momento della Restaurazione, nel 1814, come confermato dall'articolo 71 della costituzione: 

## Gerarchia
| Titoli nobiliari del Primo Impero francese |        |       |      |          |
| Cavaliere                                  | Barone | Conte | Duca | Principe |

All'interno di questo gruppo, la gerarchia dei titoli era legata spesso alle funzioni esercitate come segue:
- Il titolo di "principe" è destinato ai membri della famiglia imperiale e a certi ministri di Stato o marescialli dell'Impero;
- Il titolo di "duca dell'Impero" è attribuito ai principali dignitari, o ministri di stato, o marescialli;
- Il titolo di "conte dell'Impero" è concesso riservato a ministri, senatori, arcivescovi, consiglieri di Stato e presidenti del corpo legislativo;
- Il titolo di "barone dell'Impero" è accordato ai presidenti della corte dei conti, ai vescovi, ai sindaci delle città meno importanti, ecc.;
- Il titolo di "cavaliere dell'Impero" è assegnato nello specifico ai membri dell'Ordine della Legion d'Onore.

Le funzioni sopra elencate permettevano una successione quasi automatica del titolo a seconda del proprio incarico. La nobiltà, e in particolare quella di servizio, era costituita in gran parte da militari (67,9 %) ai quali si aggiungevano dei funzionari (22 %) e i nobili dell'Ancien Régime.
L'imperatore, personalmente, considerava ridicolo il titolo di marchese, ciò malgrado i suoi fratelli lo conferirono nei loro reami. La sua assenza nella nobiltà dell'Impero francese gli conferì però un significato di particolare prestigio in quanto, alla Restaurazione, esso venne utilizzato come prova inconfutabile di fedeltà alla monarchia dei Borboni.
Su un totale di 3.300 titoli concessi, 34 erano i principi e i duchi, 417 i conti, 1.550 i baroni e 1.317 i cavalieri.

### Principi
Si possono distinguere quattro tipologie di titoli principeschi.
- Il figlio nato dall'imperatore porta il titolo di "Principe imperiale"[3]
- I membri della famiglia imperiale portano i titoli di "principi francesi"[3].
- I "principi sovrani" sono nominalmente i capi di stato di un principato vassallo dell'Impero, come ad esempio Charles-Maurice de Talleyrand-Périgord, principe di Benevento, Louis-Alexandre Berthier, principe di Neuchâtel o Jean-Baptiste Bernadotte, principe di Pontecorvo.
- I "titoli della vittoria" (o titres de victoire), vengono accordati a quanti, soprattutto militari e marescialli di notevole spessore, avessero compiuto azioni straordinarie in battaglia o si fossero distinti particolarmente. Così Michel Ney ricevette, nel 1813, il titolo di principe della Moscova, Andrea Massena quello di principe di Essling e nel 1810 duca di Rivoli, Louis-Alexandre Berthier ricevette il titolo di principe di Wagram nel 1809, nello stesso anno in cui Louis Nicolas Davout venne nominato principe di Eckmühl.

| Titolo                 | Personalità                            | Data conferimento |
| ---------------------- | -------------------------------------- | ----------------- |
| Principe di Pontecorvo | Jean-Baptiste Jules Bernadotte         | 05/06/1806        |
| Principe di Benevento  | Charles-Maurice de Talleyrand-Périgord | 05/06/1806        |
| Principe di Neuchâtel  | Louis-Alexandre Berthier               | 30/03/1806        |
| Principe di Sievers    | Jean Lannes                            | 30/06/1807        |
| Principe di Wagram     | Louis-Alexandre Berthier               | 31/12/1809        |
| Principe di Eckmühl    | Louis Nicolas Davout                   | 15/08/1809        |
| Principe di Essling    | Andrea Massena                         | 31/01/1810        |
| Principe della Moscova | Michel Ney                             | 25/03/1813        |

### Duchi
I "duchi gran feudatari" erano nobili dell'impero che però non detenevano alcuna sovranità temporale. Anche in questo caso vennero conferiti dei "titoli della vittoria" come nel caso dei principi. Il titolo consentiva l'accesso a quanti dichiarassero entrate annue per almeno 200.000 franchi francesi ed era attribuito a certi ministri o marescialli dell'Impero.
Nel 1808, Jean-Andoche Junot venne nominato duca d'Abrantès, Louis Nicolas Davout duca di Auerstädt, Pierre François Charles Augereau duca di Castiglione, François Joseph Lefebvre duca di Danzica, Michel Ney duca di Elchingen, Jean Lannes duca di Montebello, Auguste Frédéric Louis Viesse de Marmont ottenne il ducato di Ragusa e François Christophe Kellermann divenne duca di Valmy. Il ducato d'Albufera venne creato nel 1813 per Louis Gabriel Suchet. Nel 1815, il generale Girard venne nominato duca di Ligny con decreto imperiale del 21 giugno 1815, ma morì sei giorni prima di aver ricevuto la lettera patente corrispondente.
| Titolo              | Personalità                                | Data       |
| ------------------- | ------------------------------------------ | ---------- |
| Duca di Danzica     | François Joseph Lefebvre                   | 27/05/1807 |
| Duca di Lodi        | Francesco Melzi d'Eril                     | 20/12/1807 |
| Duca di Padova      | Jean Toussaint Arrighi de Casanova         | 19/03/1808 |
| Duca d'Auerstaedt   | Louis Nicolas Davout                       | 28/03/1808 |
| Duca di Parma       | Jean-Jacques-Régis de Cambacérès           | 24/04/1808 |
| Duca di Piacenza    | Charles-François Lebrun                    | 24/04/1808 |
| Duca di Rivoli      | Andrea Massena                             | 24/04/1808 |
| Duca di Castiglione | Pierre François Charles Augereau           | 26/04/1808 |
| Duca di Frioul      | Gérard Christophe Michel Duroc             | 05/1808    |
| Duca di Valmy       | François Christophe Kellermann             | 05/1808    |
| Duca di Rovigo      | Anne Jean Marie René Savary                | 05/1808    |
| Duca d'Elchingen    | Michel Ney                                 | 6/06/1808  |
| Duca di Vicence     | Armand Augustin Louis de Caulaincourt      | 07/06/1808 |
| Duca di Montebello  | Jean Lannes                                | 15/06/1808 |
| Duca di Ragusa      | Auguste Marmont                            | 28/06/1808 |
| Duca di Dalmazia    | Nicolas Jean-de-Dieu Soult                 | 29/06/1808 |
| Duca di Conegliano  | Bon Adrien Jeannot de Moncey               | 2/07/1808  |
| Duca di Treviso     | Adolphe Édouard Casimir Joseph Mortier     | 2/07/1808  |
| Duca di Belluno     | Claude-Victor Perrin                       | 10/09/1808 |
| Duca di Taranto     | Étienne Jacques Joseph Alexandre Macdonald | 9/12/1808  |
| Duca d'Abrantès     | Jean-Andoche Junot                         | 15/01/1809 |
| Duca d'Istria       | Jean-Baptiste Bessières                    | 28/05/1809 |
| Duca d'Otranto      | Joseph Fouché                              | 15/08/1809 |
| Duca di Cadore      | Jean-Baptiste Nompère de Champagny         | 15/08/1809 |
| Duca di Feltre      | Henri Jacques Guillaume Clarke             | 15/08/1809 |
| Duca di Gaeta       | Martin Michel Charles Gaudin               | 15/08/1809 |
| Duca di Massa       | Claude Ambroise Regnier                    | 15/08/1809 |
| Duca di Bassano     | Hugues-Bernard Maret                       | 15/09/1809 |
| Duca di Litta       | Antonio Litta Visconti Arese               | 28/02/1810 |
| Duca di Navarre     | L'Impératrice Joséphine                    | 9/04/1810  |
| Duca di Dalberg     | Emeric Joseph Heribert Dalberg             | 14/04/1810 |
| Duca di Reggio      | Nicolas Charles Oudinot                    | 14/04/1810 |
| Duca d'Albuféra     | Louis Gabriel Suchet                       | 24/01/1812 |
| Duca di Visconti    | Visconti di Modrone                        | 01/1813    |
| Duca Decrès         | Denis Decrès                               | 28/04/1813 |
| Duca di Ligny       | Jean-Baptiste Girard                       | 21/06/1815 |

Non erano duchi
- Jean-Baptiste Jourdan, maresciallo dell'Impero. Per tutta la sua vita, Jourdan aveva aspettato invano il titolo di duc de Fleurus per la vittoria nella battaglia di Fleurus, ma Napoleone non si fidava di questo generale repubblicano[8].
- Guillaume Marie-Anne Brune, maresciallo dell'impero che però fu d'animo strenuamente repubblicano.

#### Eredi di titoli ducali
Quattro duchi ereditarono il titolo nel corso del primo impero francese:
- Louis Napoléon Lannes (1801-1874), 2º duca di Montebello (1809), alla morte di suo padre Jean Lannes.
- Napoléon Bessières (1802-1853), 2º duca d'Istria (1813), alla morte di suo padre Jean-Baptiste Bessières.
- Louis Napoléon Junot (1807-1851), 2º duca d'Abrantès (1813), alla morte di suo padre Jean-Andoche Junot.
- Hortense Eugénie Marie-des-Neiges Duroc (14 maggio 1812 - 24 settembre 1829) succedette a suo padre, Gérard Christophe Michel Duroc (1772 - 23 maggio 1813), al titolo di duchessa del Friuli e dell'Impero (28 ottobre 1813)[9]

### Conti, baroni e cavalieri

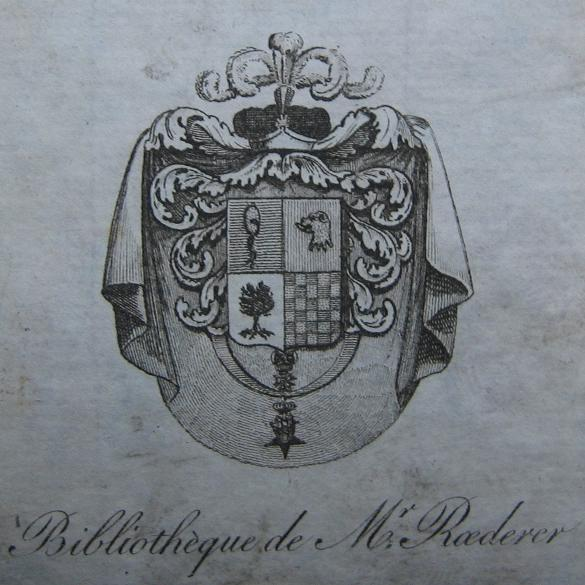
Stemma di un conte dell'Impero

Al titolo di conte era ammesso chi disponesse di una rendita di almeno 30.000 franchi annui e veniva assegnato di norma a senatori, ministri e arcivescovi. Dal 1808 al 1814, vennero creati 388 titoli di conte.
Per ottenere il titolo di barone era necessario giustificare una rendita annua di almeno 15.000 franchi. I sindaci di grandi villaggi ed i vescovi ottenevano automaticamente tale titolo. Molti generali ottennero il titolo di barone dell'Impero come ad esempio Jean-Baptiste Eblé, Marcellin Marbot e Louis Gay. Dal 1808 al 1814 vennero creati 1.090 titoli baronali.
Il titolo di cavaliere era giustificato con rendite annue di almeno 3.000 franchi ed era possibile ottenere il titolo anche senza essere stati insigniti della legion d'onore. Dal 1808 al 1814 vennero creati 1600 titoli di cavaliere. Per quanto riguarda le normative relative a cavalieri di ordini cavallereschi come ad esempio quello della Legion d'Onore, si poteva divenire cavaliere ereditario dopo la terza generazione di insigniti della Legion d'Onore.

## Titoli conferiti dagli stati vassalli
Napoleone autorizzò i sovrani di stati vassalli all'Impero a creare titoli di nobiltà per i loro sudditi, come accadde per Giuseppe Bonaparte o Gioacchino Murat nel Regno di Napoli e nel Regno di Spagna o per Luigi Bonaparte come re d'Olanda.
I vassalli, oltre ad utilizzare i titoli già tipici della scala imperiale (duca, conte, barone, potevano utilizzare anche il titolo di marchese. Nessuno era autorizzato a creare principi.

### Regno di Napoli
|       | Sotto Giuseppe Bonaparte, re di Napoli (1806-1808) | Sotto Gioacchino Murat, re delle Due Sicilie (1808-1815) |
| ----- | --- | --- |
| Duchi | Charles Saligny (1772-1809), generale di divisione, duca napoletano di San-Germano (3 marzo 1806) | Marzio Mastrilli (1753-1833), marchese di Gallo, già primo ministro e viceré di Sicilia sotto i Borboni, negoziatore del Trattato di Campoformio, duca di Gallo, Ministro degli Esteri di Murat. |
| Conti | - André-François Miot (1762-1841), Consigliere di Stato (francese), ciambellano e Ministro dell'interno del re Giuseppe, conte di Mélito (1808), conte dell'Impero (21 febbraio 1814). - Paul Félix Ferri-Pisani (1770-1846), Consigliere di Stato (francese), ciambellano del re Giuseppe, conte di Sant'Anastasio (1808), conte di Sant'Anastasio e dell'Impero (26 febbraio 1814). | - André Murat (1760-1841), conte Murat (1810), fratello del re Gioacchino. - Jean-Baptiste Cavaignac de La Lande, viceprefetto (francese, barone dell'Impero (13 febbraio 1811).                 |

### Regno di Spagna
Grande di Spagna
- Charles Saligny (1772-1809), generale di divisione, duca napoletano di San Germano (3 marzo 1806), Barone dell'Impero (19 marzo 1808) ;
- Il marchese (spagnolo) di Montehermoso, ciambellano e marito dell'amante dell'imperatore.

Duchi
- Don Miguel José de Azanza (1746-1826), 1º duca di Santa Fe (Santa Fe (Grenada)) ;
- Don Manuel Hilario Negrete[15] (1736-1818), 2º conte di Campo Alange, 1º marchese di Torre Manzanal, 1º duca di Campo Alange (creato da Giuseppe), Ministro degli Esteri (1808) e ambasciatore spagnolo in Francia (1811)[16]
- Horace Sébastiani (1772-1851), generale di divisione, Duca di Mursia.

Marchese
- Edme Aimé Lucotte (1770-1825), generale di divisione, marchese di Sopetrano (18 febbraio 1811), conte dell'Impero (24 aprile 1815)[17].
- Jean-Baptiste Auguste Marie Jamin (1775-1815), maresciallo di campo, marchese di Bermuy (c. 1810-1811).

Conte
- Christophe Antoine Merlin[18] (1771-1839), generale di divisione, scudiero e capitano generale delle guerdie del re Giuseppe, conte (spagnolo) Merlin (1810)[19].
- Joseph Léopold Sigisbert Hugo (1773-1828), generale di brigata, conte di Cogolludo o Ciguentes[20]

### Regno d'Olanda
Per quanto riguarda l'Olanda, Napoleone dispose come inappropriato che l'antica nobiltà venisse riconosciuta in seno alla nuova nobiltà dell'Impero, considerando che le tradizioni repubblicane dell'Olanda fossero più vicine all'ideale rivoluzionario della Francia che non all'antica nobiltà.
Conti
- Charles Henri Verhuell (1764-1845), ammiraglio, maresciallo d'Olanda, ambasciatore a Parigi, conte di Sevenaar (dicembre 1806), conte dell'Impero (25 maggio 1811)[21].
- Jan Hendrik van Kinsbergen (1735-1819), ammiraglio, ciambellano del re Luigi, senatore dell'Impero (1810), conte di Doggersbank (1809), conte dell'Impero (18 gennaio 1811), senza discendenti.
- Adriaan Pieter Twent van Raaphorst (1745-1816), ministro del re Luigi, conte di Rosenberg (1809), conte dell'Impero (13 giugno 1811).[22].
- Jean-Baptiste Dumonceau (1780-1821), generale di brigata francese e tenente generale olandese, maresciallo d'Olanda (1807), Consigliere di Stato (olandese nel 1808), conte di Bergendal (olandese, in ricordo della vittoria di Bergen sugli anglo-russi nel 1799) (13 aprile 1810), conte di Bergendal e dell'Impero (2 maggio 1811), con discendenza.
- Jean-Guillaume de Winter[23] (1761-1812), ammiraglio, maresciallo d'Olanda (1810), conte di Huissen (4 maggio 1810), conte dell'Impero (9 maggio 1811),

Baroni
- Étienne Jacques Travers de Jever[24] (1765-1827), maggiore generale e colonnello generale della guardia del re Luigi (1809), barone di Jever (1º giugno 1810), barone di Jever e dell'Impero (3 gennaio 1813)[25].

### Regno di Vestfalia
Conti
- Pierre-Alexandre Le Camus (1774-1824), Ministro degli Esteri, Gran ciambellano (e favorito) del re Girolamo, conte di Fürstenstein (14 dicembre 1807), conte dell'Impero (17 aprile 1812).
- Pierre-Simon de Meyronnet (m. 1812), già ufficiale della marina reale francese, Gran maresciallo della corte del re Girolamo, conte di Wellingerode (12 giugno 1808), conte dell'Impero (23 aprile 1812), senza discendenza.
- Philippe François Maurice d'Albignac[26] (1775-1824), emigrato francese (armée de Condé), generale, Consigliere di Stato e ministro della Guerra di Vestfalia, aiutante di campo e Gran scudiero del re Girolamo, conte di Ried (3 maggio 1810), conte dell'Impero (10 agosto 1813).
- Valentin de Salha (1758-1841), generale (francese), ministro della Guerra di Vestfalia, Gran Maestro della Casa della regina Caterina, conte di Hohne (23 settembre 1810, conte dell'Impero (23 aprile 1812)[27].
- Joseph-Antoine Morio (1771, assassinato a Kassel nel 1811), colonnello (francese), generale vestfaliano, barone (probabilmente dal 1809), conte di Marienborn (11 dicembre 1811).
- Jacques Allix (1776-1826), generale (francese), conte di Freudenthal (10 ottobre 1813).
- François Ducoudras, capo di battaglione (francese), generale vestfaliao e aiutante di campo generale del re Girolamo, conte di Bernterode.

Baroni
- Étienne-Jules Cousin de Marinville (1780-1861), ciambellano del re Girolamo e Gran Maestro del suo guardaroba, barone Cousin de Marinville (9 febbraio 1810), barone dell'Impero (8 maggio 1812), senza discendenti.
- Antoine Borel de Chambon (1748-1849), controllora della lista civile del re Girolamo, barone di Rettenrode (9 novembre 1811), barone dell'Impero (22 aprile 1812)[21].
- Antoine Bruguière (1773- 1823), segretario particolare di re Girolamo, barone di Sorsum (15 novembre 1811), barone dell'Impero (23 aprile 1812)[21].
- Augustin Laflèche[28], intendente generale della corona di Vestfalia, barone di Kendelstein.

### Principato di Neuchâtel
- Charles-Albert Henri de Perregaux, membro di una famiglia di Neuchâtel, era fratello di Jean-Frédéric Perregaux (1744-1808), banchiere parigino di origini svizzere, reggente della Banca di Francia, e zio di Alphonse Claude Charles Bernardin Perregaux (1785-1841) ciambellano dell'Imperatore e conte dell'Impero (8 aprile 1757 - 18 dicembre 1831), ufficiale (in Francia dal 1770 al 1792), Consigliere di Stato e colonnello della milizia di Neuchâtel, creato conte da Berthier (15 giugno 1808).

### Granducato di Berg
Conte
- Jean-Michel Agar[29] (de Mercuez) (1771- 1844), deputato du Lot, Ministro delle Finanze di Murat, conte di Mosbourg (1807), conte dell'Impero (13 febbraio 1813)[30].

## Altre famiglie
Altre furono le famiglie in Europa beneficiarie di titoli concessi dal regime napoleonico come ad esempio in Belgio ove l'Armorial de la noblesse belge del 1957 riporta le seguenti casate:
- de Bouthier de Catus (famiglia originaria della Francia)
- Chazal (famiglia originaria della Francia)
- Durutte (famiglia originaria della Francia)
- Duvivier
- de l'Epine (famiglia originaria della Francia)
- Herwyn (famiglia originaria della Francia)
- de Membrède (famiglia originaria di Maastricht)
- du Monceau (del reame d'Olanda)
- du Roger (Bordeaux - Francia)
- de Serret (Liège)
- Travers (Olanda)
- van de Walle (Bruges)

Altre famiglie non citate nel libro:
- Pierets (Malines)
- Werbrouck (Anvers)